# Mercurialis (género)
Mercurialis es un género de plantas con flores perteneciente a la familia Euphorbiaceae que incluye hierbas delgadas, rizomatosas y leñosas perennes. Hay 8-10 especies de Europa (dependiendo de la clasificación) y una especie en Asia.

## Taxonomía
El género fue descrito por Carlos Linneo y publicado en Species Plantarum 2: 1035–1036. 1753. La especie tipo es Mercurialis perennis.
Etimología
Mercurialis: nombre genérico que hace referencia a Mercurio, dios del comercio en la mitología romana, a quien se atribuye el descubrimiento de las propiedades medicinales de esta planta.

## Especies seleccionadas

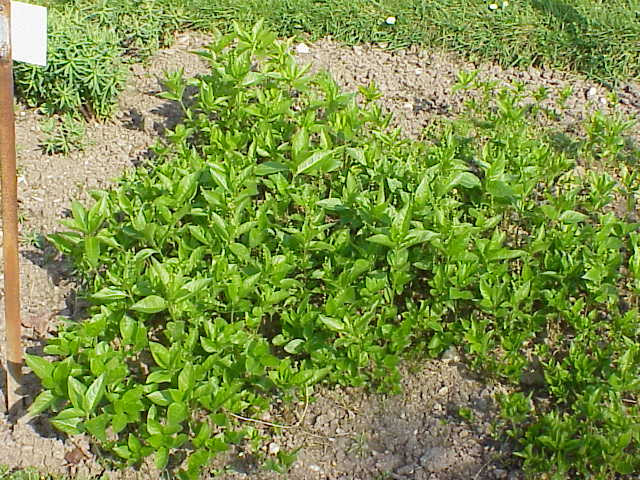
Mercurialis ovata.

- Mercurialis annua
- Mercurialis huetii
- Mercurialis corsica
- Mercurialis canariensis
- Mercurialis elliptica
- Mercurialis reverchonii
- Mercurialis tomentosa
- Mercurialis perennis
- Mercurialis ovata
- Mercurialis leiocarpa